# Prehistorische locaties en beschilderde grotten in de Vézèrevallei
De Prehistorische locaties en beschilderde grotten in de Vézèrevallei (Lascaux) bestaat uit het dal van de Vézère met de beroemde, tijdens de late oude steentijd beschilderde grotten, met als waarschijnlijk bekendste voorbeeld die van Lascaux. Alle grotten en prehistorische locaties in de vallei zijn in 1979 als groep op de Werelderfgoedlijst van de Unesco gezet. De belangrijkste locaties zijn:
- Abri de Cro-Magnon
- Abri du Poisson
- Font de Gaume
- La Micoque
- La Mouthe
- Laugerie basse
- Laugerie haute
- Le Grand Roc
- Grottes des Combarelles
- Le Cap Blanc
- Grotten van Lascaux
- Cro de Granvill
- Roc de Saint-Cirq
- Le Moustier
- Abri de la Madeleine bij Tursac